# Royal Philharmonic Society
La Royal Philharmonic Society (Société philharmonique royale en français) est une société musicale britannique créée en 1813 à Londres. Son but initial est de promouvoir les concerts de musique instrumentale à Londres. Plusieurs compositeurs et musiciens notables ont pris part à ses concerts. Bien que cette société n'ait maintenant plus d'orchestre, elle continue à mettre en œuvre plusieurs activités qui mettent l'accent sur les jeunes musiciens et compositeurs et sur la participation du public afin que les générations futures aient accès à une musique riche. Depuis 1989 a lieu les Prix de musique de la Société philharmonique royale (en) pour la musique vivante du Royaume-Uni.
La médaille d'or pour vie musicale exceptionnelle n'est accordée qu'occasionnellement.

## Histoire
Pour pallier l'absence d'un orchestre permanent et de concerts de musique de chambre à Londres, un groupe de musiciens professionnels forme la Philharmonic Society of London le 24 janvier 1813. La société a pour but de « promouvoir l'exécution, de la meilleure manière possible, la meilleure et la plus approuvée musique instrumentale » (« to promote the performancein the most perfect manner possible of the best and most approved instrumental music »). Le premier concert a lieu le 8 mars 1813 et est dirigé par Johann Peter Salomon, avec Muzio Clementi au piano et Nicolas Mori (en) comme premier violon ; sont jouées lors de ce concert des œuvres de Joseph Haydn et de Ludwig van Beethoven.
Le violoniste William Dance (en), un des fondateurs, devient le premier président et trésorier de la Société, jusqu'à sa mort en 1840.
La Philharmonic Society of London demande à Beethoven de venir à Londres mais le compositeur ne le peut à cause de sa santé. Cependant la commande de la Société d'une nouvelle symphonie donne lieu à la Symphonie nº 9 de Beethoven. En 1827 Beethoven écrit à la Société décrivant des circonstances difficiles. Lors d'une assemblée spéciale, la Société envoie immédiatement 100£ au compositeur. D'autres œuvres ont été composées pour la Philharmonic Society of London dont la Symphonie Italienne de Felix Mendelssohn.
Plusieurs chefs d'orchestre célèbres ont dirigé pour la Royal Philharmonic Society comme Ludwig Spohr, un des premiers chefs d'orchestre à utiliser une baguette, Hector Berlioz, qui dirige un concert de ses œuvres en 1853, Richard Wagner qui dirige la saison entière en 1855, William Sterndale Bennett qui dirige les dix années suivantes ou Arthur Sullivan et Tchaikovsky qui dirigent leurs œuvres respectivement en 1888 et 1893.
Jusqu'en 1869 la Philharmonic Society of London donne ses concerts dans la salle de concert du Hanover Square Rooms, salle comprenant environ 800 places. La Société décide de déménager au Salle Saint-Jacques (en) et des concerts complémentaires, tenus dans le hall, sont donnés pour les abonnés à la fin de la saison 1868-69. Charles Santley (en), Charles Hallé, Thérèse Tietjens et Christine Nilsson en sont les solistes. Après le déménagement, la Société revoit ses tarifs pour atteindre un plus large public et pour concurrencer le Crystal Palace. Des programmes annotés font leur apparition. La Philharmonic Society of London reste à la Salle Saint-Jacques jusqu'au 28 février 1894, date à laquelle elle part au Queen's Hall.
La Société devient la Royal Philharmonic Society lors de son centième concert en 1912. C'est maintenant une société à adhésion qui « cherche la création d'un futur pour la musique à travers le soutien de la créativité, la reconnaissance de l'excellence et la promotion de la connaissance ».

## Médaille d'or
La Médaille d'or est attribuée pour la première fois en 1871. La médaille représente un buste de Beethoven de Johann Nepomuk Schaller (1777–1842) offert à la Société en 1870 lors du centenaire du compositeur. La médaille est décernée pour un « sens musical exceptionnel » et rarement donnée. Elle a été attribuée en 2008 à moins de 100 musiciens.

### Lauréats
- 1871
  - Sir William Sterndale Bennett
  - Christine Nilsson
  - Charles Gounod
  - Joseph Joachim
  - Helen Lemmens-Sherrington
  - Arabella Goddard
  - Sir Charles Santley (en)
  - William Cusins
  - Thérèse Tietjens
  - Felix Janiewicz
  - Fanny Linzbauer (le donateur du buste de Beethoven)
- 1872
  - Euphrosyne Parepa-Rosa
- 1873
  - Hans von Bülow
- 1876
  - Louisa Bodda-Pyne
  - Anton Rubinstein
- 1877
  - Johannes Brahms
- 1880
  - Stanley Lucas
- 1895
  - Adelina Patti
- 1897
  - Dame Emma Albani
  - Ignacy Jan Paderewski
- 1900
  - Edward Lloyd
- 1901
  - Eugène Ysaÿe
- 1902
  - Jan Kubelík
- 1903
  - Dame Clara Butt
- 1904
  - Fritz Kreisler
- 1909
  - Louise Kirkby Lunn
- 1910
  - Emil von Sauer
- 1912
  - Pablo Casals
  - Harold Bauer
  - Luisa Tetrazzini
- 1914
  - Muriel Foster
- 1916
  - Vladimir de Pachmann
- 1921
  - Sir Henry Wood
- 1922
  - Sir Alexander Mackenzie
- 1932 (??)
  - Alfred Cortot
- 1925
  - Frederick Delius
  - Sir Edward Elgar
- 1928
  - Sir Thomas Beecham
- 1930
  - Ralph Vaughan Williams
  - Gustav Holst
- 1931
  - Arnold Bax
- 1932
  - Sergei Rachmaninoff
- 1934
  - Sir Edward German
  - Sir Hamilton Harty
- 1935
  - Jean Sibelius
- 1936
  - Richard Strauss
- 1937
  - Felix Weingartner
  - Arturo Toscanini
- 1942
  - Dame Myra Hess
- 1944
  - Sergei Prokofiev
  - Sir Adrian Boult
- 1947
  - Sir William Walton
- 1950
  - Sir John Barbirolli
- 1953
  - Kathleen Ferrier
- 1954
  - Igor Stravinsky
- 1957
  - Bruno Walter
- 1959
  - Sir Malcolm Sargent
- 1961
  - Arthur Rubinstein
- 1962
  - Yehudi Menuhin
- 1963
  - Sir Arthur Bliss
  - Pierre Monteux
- 1964
  - Lionel Tertis
  - Benjamin Britten
- 1966
  - Dmitri Chostakovitch
- 1967
  - Zoltán Kodály
- 1970
  - Mstislav Rostropovich
- 1974
  - Vladimir Horowitz
- 1975
  - Olivier Messiaen
- 1976
  - Sir Michael Tippett
- 1980
  - Sir Clifford Curzon
- 1984
  - Herbert von Karajan
- 1986
  - Andrés Segovia
  - Witold Lutoslawski
- 1987
  - Leonard Bernstein
- 1988
  - Dietrich Fischer-Dieskau
- 1989
  - Sir Georg Solti
- 1990
  - Claudio Arrau
  - Janet Baker
  - Bernard Haitink
  - Sviatoslav Richter
- 1991
  - Isaac Stern
- 1992
  - Alfred Brendel
- 1994
  - Sir Colin Davis
- 1995
  - Elliott Carter
  - Rafael Kubelík
- 1997
  - Pierre Boulez
- 1999
  - Sir Simon Rattle
  - Plácido Domingo
- 2002
  - Dame Joan Sutherland
- 2003
  - Claudio Abbado
- 2004
  - György Ligeti
- 2005
  - Sir Charles Mackerras
- 2007
  - Daniel Barenboim
- 2008
  - Henri Dutilleux
- 2009
  - Thomas Quasthoff
- 2010
  - Nikolaus Harnoncourt

- 2012
  - Mitsuko Uchida
- 2013
  - György Kurtág
  - András Schiff
- 2014
  - John Tomlinson
- 2015 
  - Antonio Pappano
  - Martha Argerich
- 2016
  - Peter Maxwell Davies
- 2017
  - Charles Dutoit
  - Mariss Jansons
- 2018
  - Jessye Norman
- 2019
  - Sofia Goubaïdoulina
- 2020
  - John Williams
- 2021
  - Vladimir Jurowski
- 2023
  - Anne-Sophie Mutter
- 2024
  - Thomas Adès
  - Arvo Pärt[5]

## Membres honoraires
La Société fait membres honoraires les personnes ayant donné des « services à la musique ». Comme la Médaille d'or, peu de personnes ont été faites membres honoraires, le premier l'a été en 1826 et en 2006 il y avait 117 membres honoraires.
- 1826 
  - Carl Maria von Weber
- 1829 
  - Daniel Auber
  - Jean-François Le Sueur
  - Felix Mendelssohn
  - Giacomo Meyerbeer
  - George Onslow
- 1830
  - Johann Nepomuk Hummel
- 1836
  - Sigismond Thalberg
- 1839
  - Gioachino Rossini
- 1859
  - Hector Berlioz
  - Niels Gade
  - Fromental Halévy
  - Moritz Hauptmann
  - Ferdinand Hiller
  - Franz Liszt
  - Heinrich Marschner
  - Ignaz Moscheles
  - Julius Rietz
  - Johannes Verhulst
- 1860
  - Richard Wagner
- 1861
  - Euphrosyne Parepa-Rosa
- 1869
  - Lucy Anderson
- 1869
  - Otto Goldschmidt
  - Charles Gounod
  - Stephen Heller
  - Thérèse Tietjens
- 1870
  - Joseph Joachim
- 1882
  - Johannes Brahms
  - Joachim Raff
  - Alberto Randegger
  - Giuseppe Verdi
- 1884
  - Antonín Dvořák
  - Sophie Menter
  - Wassily Sapellnikoff
  - Pablo de Sarasate
- 1885
  - Giovanni Bottesini
  - Hans von Bülow
- 1886
  - Franz Rummel (en)
- 1887
  - Moritz Moszkowski
  - Camille Saint-Saëns
  - Clara Schumann
- 1888
  - Johan Svendsen
- 1889
  - Edvard Grieg
  - Pyotr Ilyich Tchaikovsky
  - Charles-Marie Widor
- 1891
  - František Ondříček
  - Eugène Ysaÿe
- 1893
  - Ignacy Jan Paderewski
- 1894
  - Max Bruch
- 1897
  - Emil von Sauer
  - Alexandre Glazounov
- 1899
  - Moriz Rosenthal
- 1902
  - Sergei Rachmaninoff
  - Jules Massenet
- 1906
  - Raoul Pugno
  - Hans Richter
  - Richard Strauss
- 1908
  - Jan Kubelík
- 1912
  - Vassili Safonov
- 1913
  - Willem Mengelberg
  - Arthur Nikisch
- 1921
  - Alfred Cortot
  - Maurice Ravel
  - Igor Stravinsky
  - Arturo Toscanini
- 1922
  - Harold Bauer
- 1927
  - Leopold Stokowski
- 1929
  - Jean Sibelius
- 1930
  - Pablo Casals
- 1948
  - Keith Douglas
  - John Mewburn Levien
- 1951
  - Frederic Austin (en)
  - Ernest Irving (en)
- 1953
  - Marion Scott (en)
  - Albert Schweitzer
- 1959
  - Arthur Rubinstein
- 1956
  - Paul Hindemith
  - Gregor Piatigorsky
- 1959
  - Benno Moiseiwitsch
- 1960
  - George Baker (en)
- 1970
  - Aaron Copland
- 1971
  - William Glock (en)
- 1984
  - Eric Fenby
- 1985
  - Lennox Berkeley
  - Dietrich Fischer-Dieskau
  - Yehudi Menuhin
  - Gerald Moore
  - Solomon Cutner
- 1986
  - Lorin Maazel
- 1987
  - Dame Janet Baker
  - Peter Maxwell Davies
  - Léon Goossens
- 1988
  - Claudio Arrau
  - Julian Bream
  - Bernard Haitink
- 1989
  - John Denison (en)[6]
  - Vernon Handley
- 1990
  - Sir Charles Groves
  - Rafael Kubelík
- 1991
  - Thomas Armstrong
  - Harrison Birtwistle
  - Pierre Boulez
  - Elliott Carter
  - Joan Cross
  - György Ligeti
  - Paul Sacher
  - Katharine Worsley, Duchesse de Kent
- 1994
  - Felix Aprahamian (en)
  - Sir Charles Mackerras
- 1996
  - Howard Ferguson
- 1997
  - John Gardner
- 1998
  - George Lascelles
  - George Christie (en)
- 1999
  - Sir David Willcocks
  - Richard Steinitz
  - Philip Jones
  - Anthony Payne
- 2001
  - Evelyn Barbirolli (en)
- 2002
  - Oliver Knussen
- 2004
  - Richard McNicol
- 2006
  - Michael Kennedy
- 2007
  - David Lloyd-Jones
- 2008
  - José Antonio Abreu
- 2009
  - Brian McMaster
- 2010
  - Graham Johnson
- 2011
  - George Benjamin
  - Tony Fell (en)
  - Fanny Waterman (en)
  - Mark Elder